# Družina Koronis
Družina Koronis je družina asteroidov , ki se nahajajo v glavnem asteroidnem pasu. 

Družina je nastala ob trku asteroidov. Njeni člani so manjši asteroidi s premerom do okoli 40 km.

## Značilnosti
Za družino Koronis je značilno, da so časovne spremembe v opazovani svetlosti članov večje kot bi pričakovali. Prav tako smeri osi vrtenja posameznih asteroidov niso porazdeljene slučajnostno, kar bi pričakovali za družino, ki je nastala s trkom
Raziskave so pokazale, da  so vrtilne osi asteroidov tvorijo dve skupini. Še bolj nenavadno pa je, da je precejšna korelacija med smerjo osi vrtenja in hitrostjo vrtenja.
Od desetih asteroidov je šest asteroidov imelo os vrtenja usmerjeno v eno smer in štirje v drugo.
Predvidevajo, da je to posledica pojava Jarkovskega ali pojava JORP.

Doslej so našli nekaj več kot 300 članov te družine, vendar jih ima samo 20 premer večji od 20 km. Največji asteroid družine ima v premeru okoli 41 km. 

Vesoljska sonda Galileo je 28. februarja 1993 prišla v bližino asteroida 243 Ida, ki je tudi član te družine.

## Nekaj največjih asteroidov v družini Koronis
| Ime  | Ime        | Srednji premer [ km ] | Velika polos [ a.e. ] | Naklon tira [ ° ] | Izsrednost tirnice | Leto odkritja |
| ---- | ---------- | --------------------- | --------------------- | ----------------- | ------------------ | ------------- |
| 158  | Koronis    | 35,4                  | 2,867                 | 1,00°             | 0,057              | 1876          |
| 167  | Urda       | 39,9                  | 2,855                 | 2,21              | 0,035              | 1876          |
| 208  | Lakrimoza  | 41,0                  | 2,895                 | 1,751°            | 0,015              | 1879          |
| 243  | Ida        | 31,3                  | 2,861                 | 1,138             | 0,046              | 1884          |
| 263  | Dresda     | 23,0                  | 2,886                 | 1,314             | 0,079              | 1886          |
| 227  | Elvira     | 27,0                  | 2,887                 | 1,156             | 0,089              | 1888          |
| 311  | Klavdija   | 24,0                  | 2,897                 | 3,225             | 0,008              | 1891          |
| 321  | Florentina | 27,0                  | 2,886                 | 2,594             | 0,043              | 1891          |
| 534  | Nasovija   | ?                     | 2,884                 | 3,277             | 0,057              | 1904          |
| 720  | Bohlinija  | ?                     | 2,888                 | 2,359             | 0,014              | 1911          |
| 1223 | Nekar      | ?                     | 2,8690752             | 2,55052           | 0,0605204          | 1931          |
| 9908 | Aue        | ?                     | 2,900                 | 2,68              | 0,0355             | 1971          |